# El Bayadh
El Bayadh là một đô thị thuộc tỉnh El Bayadh, Algérie. Dân số thời điểm năm 2002 là 64.632 người.